# John Alden Loring

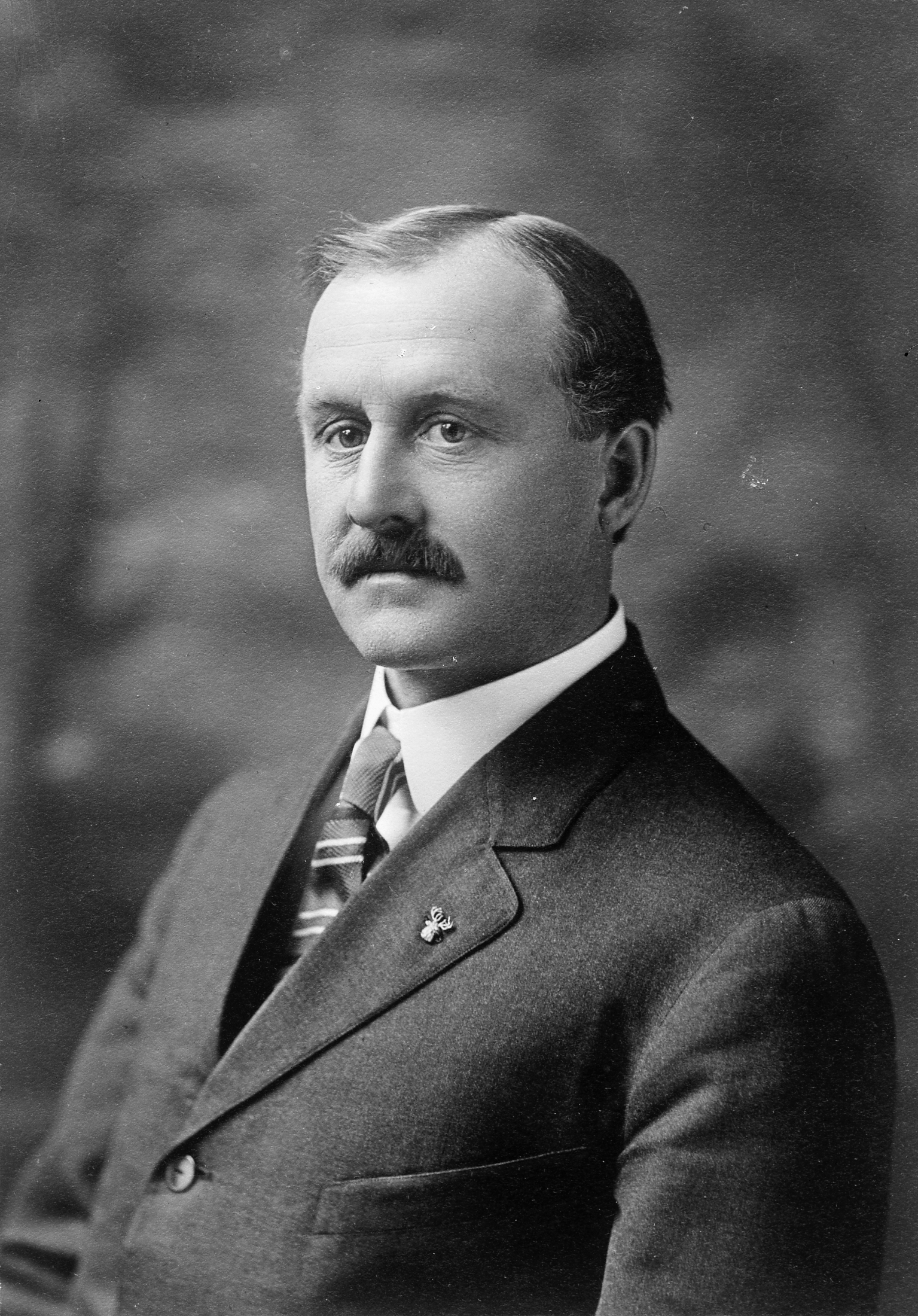
John Alden Loring

John Alden Loring (geboren am 31. März 1871 in Owego, Tioga County, New York, Vereinigte Staaten; gestorben am 8. Mai 1947 ebenda) war ein US-amerikanischer Feldbiologe, Mammaloge und Forschungsreisender. Er begleitete als einer von drei Naturforschern die Smithsonian-Roosevelt African Expedition von 1909 bis 1910.

## Leben
John Alden Loring machte seine ersten Erfahrungen mit der Wildnis als Jäger im Bundesstaat New York. Er gehörte von 1892 bis 1897 Clinton Hart Merriams Bureau of Biological Survey an, einem Vorläufer des Fish and Wildlife Service. Er erhielt seine Ausbildung zum Feldbiologen durch Vernon Orlando Bailey. Danach war er als Sammler im Westen der Vereinigten Staaten, in Alaska, weiteren Regionen der USA und in Kanada und Mexiko unterwegs. 1897 verließ er den Biological Survey, wurde aber wiederholt für besondere Aufgaben zurückgeholt.
Von 1897 bis 1901 war Loring Kurator des Bronx Zoo. Zwischen August und Oktober 1898 hat Loring auf einer Sammelreise von London nach Schweden, Belgien, Deutschland und in die Schweiz im Auftrag der Smithsonian Institution mehr als 900 Tiere, überwiegend kleine Säugetiere, gesammelt, präpariert und verschickt. 1903 reiste er nach Alaska, um dort Dall-Schafe und Bären zu studieren.

## Smithsonian-Roosevelt African Expedition

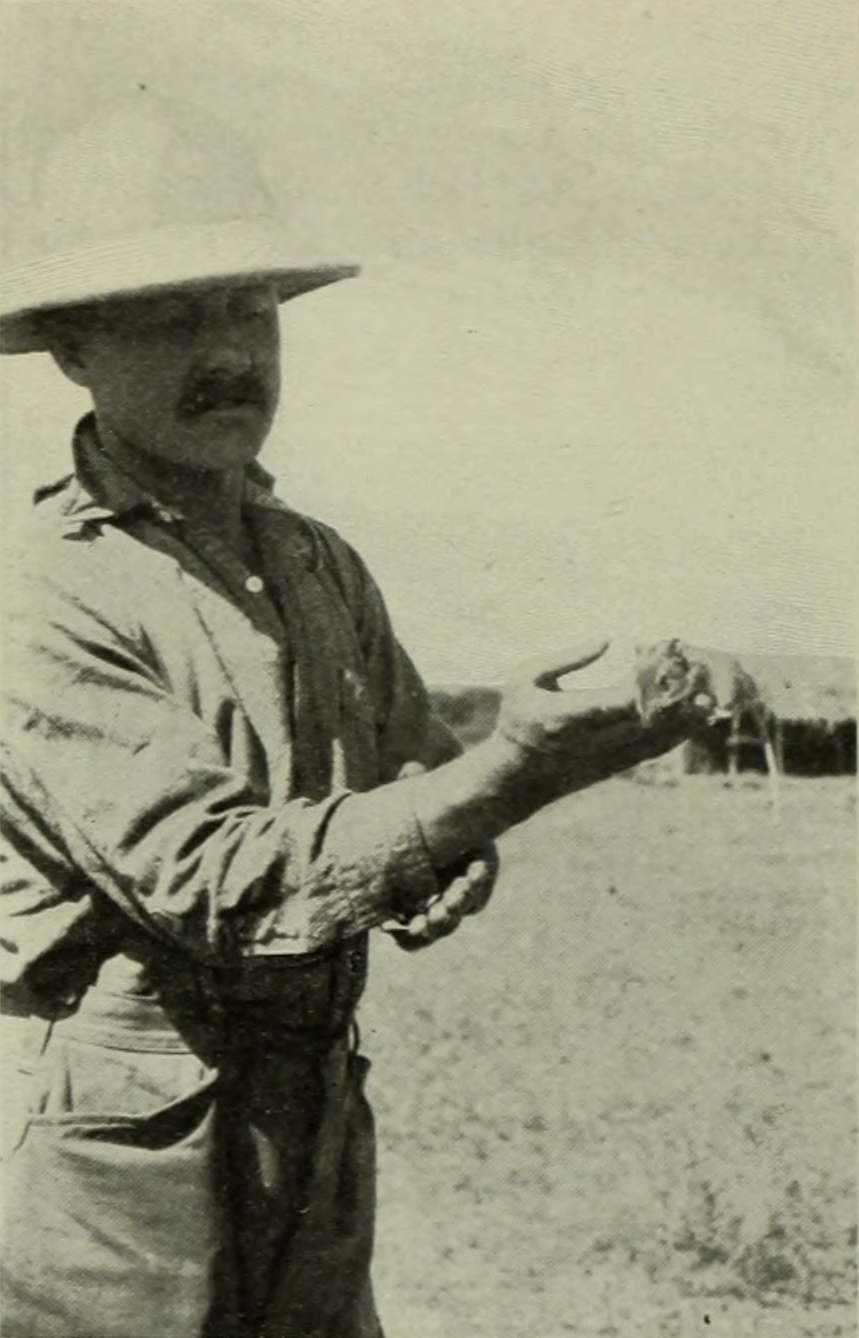
Loring mit einem Rüsselspringer

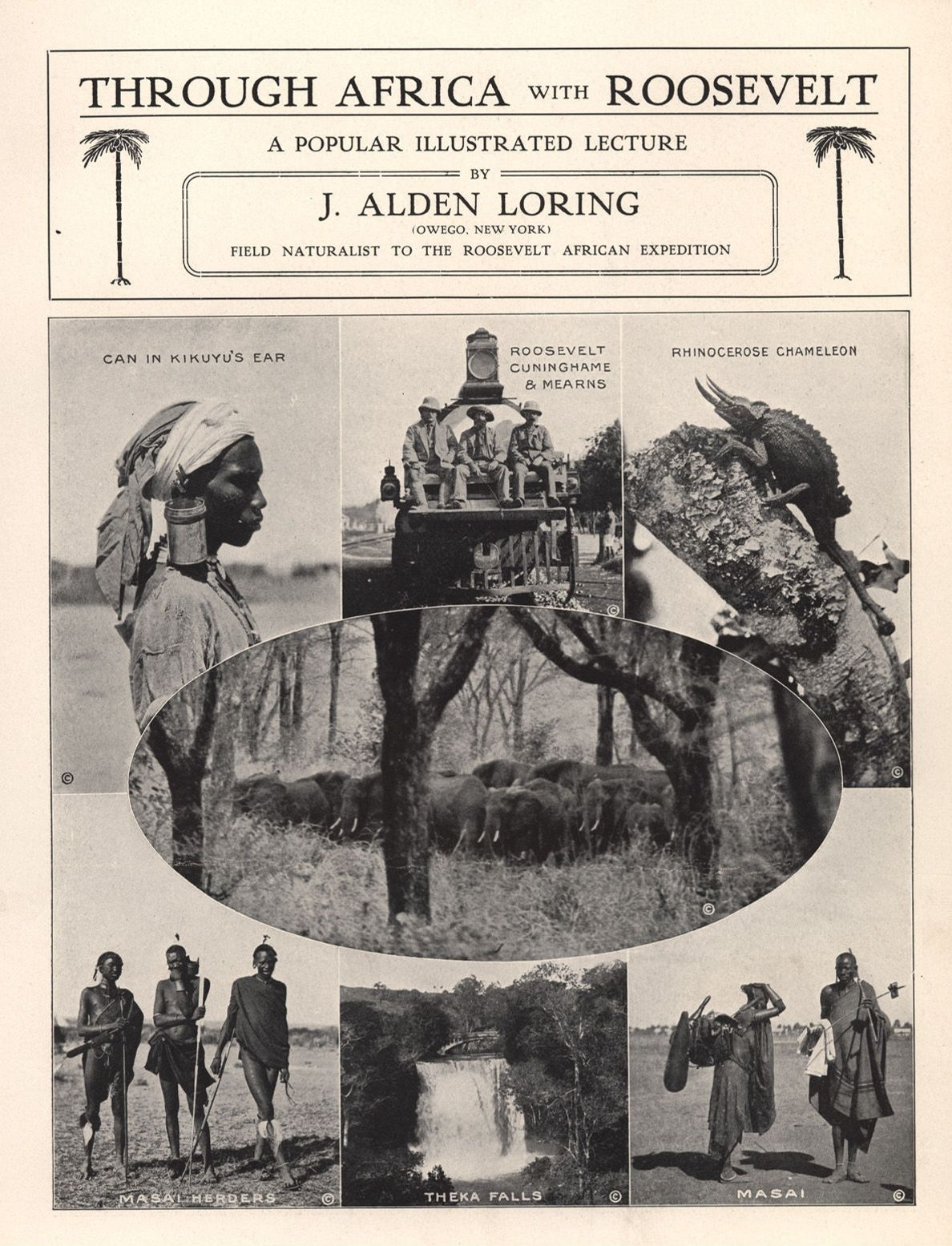
Werbeflyer für die Vortragsreihe Through Africa with Roosevelt, ca. 1910

Anfang 1909 suchte Loring eine neue Arbeit, weil er als Direktor des Denver Zoo soeben entlassen worden war. Der Aufsichtsrat war mit seinen ambitionierten Plänen für die Entwicklung des Zoos nicht einverstanden gewesen. Zu dieser Zeit liefen die Vorbereitungen für die unter der Leitung von Theodore Roosevelt durchgeführte Smithsonian-Roosevelt African Expedition nach Britisch-Ostafrika, Uganda und Belgisch-Kongo. Roosevelt überließ es Edgar Alexander Mearns, die anderen beiden Naturforscher für die Expedition auszuwählen. Dieser entschied sich für Edmund Heller und J. Alden Loring. Lorings Aufgabe während der Expedition bestand im Fang und dem Präparieren tausender kleiner Säugetiere, vor allem Mäuseartige und Fledertiere. Zudem unterstützte er Mearns beim Fang und der Präparation von Vögeln und kümmerte sich um kleine Tiere wie Amphibien und Reptilien, Fische und Wirbellose.
Von besonderer Bedeutung war eine Mitte September 1909 begonnene und einen Monat währende Exkursion Lorings mit Edgar Mearns zum Mount-Kenya-Massiv. Sie erkundeten dabei die Flora und Fauna des Massivs bis hinauf zur Gletscherzone. Loring versuchte den Gipfel des Massivs zu erreichen, musste aber 200 Höhenmeter vor dem Ziel wegen Schneeblindheit umkehren. Von Loring und Mearns während dieser Exkursion angefertigte Notizen wurden als Anhänge in Roosevelts African Game Trails aufgenommen. Ihre wissenschaftliche Leistung einschließlich der detaillierten Dokumentation war so bedeutend, dass die Smithsonian Institution 2015 eine Expedition zum Mount-Kenya-Massiv durchführte, um an denselben Orten wie Mearns und Loring biologische Untersuchungen und Probennahmen durchzuführen.
Die einheimischen Träger und das Personal für Waffen und Zelte beobachteten die weißen Mitglieder der Expedition aufmerksam und vergaben, da die meisten mit den fremdländischen Namen nicht zurecht kamen, Notnamen, die auf besonders charakteristische Eigenschaften abhoben. Theodore Roosevelt war „Bwana Tumbo“ oder „Bwana Makuba“ („Herr mit dem dicken Bauch“ oder „Großer Herr“) und Kermit Roosevelt „Bwana Merodadi“ („Dandy-Herr“), was auf seine sehr modische Kleidung oder auf seine Intelligenz und Sprachgewandtheit auch gegenüber den Eingeborenen abzielen konnte. Richard John Cuninghame, der Führer der Expedition, war ob seines imposanten Vollbarts der „Bearded Master“ („Bärtiger Herr“), Mearns war der „Moustache Man“ („Schnauzbart-Herr“) oder wegen seiner nächtlichen Fangtouren der „Herr der niemals schläft“ und der Taxidermist Edmund Heller der „Skin Master“ („Häute-Herr“). Lorings Beschäftigung mit kleinen Säugetieren machte ihn in den Augen der Träger zum Feigling oder wurde als Zeichen verstanden, dass er zur Strafe auf die Expedition geschickt wurde. Das brachte Loring den Beinamen „Bwana Panya“ („Mäuse-Herr“) ein. Sein erster Waffenträger setzte sich ab, weil er die Schande, für einen solchen Mann zu arbeiten, nicht ertragen wollte. Loring war über Monate der Verachtung und dem Spott der Einheimischen ausgesetzt. Die Lage besserte sich sehr, als er während eines Ausflugs mit Mearns eine angreifende Löwin schoss.
Die Ausbeute der Expedition war umfangreich. Heller hatte mehr als eintausend Säugetiere präpariert, die meisten große Säuger. Mearns und Loring kamen gemeinsam auf fast 4.000 kleine Säugetiere, und mit 50 Exemplaren von Mearns waren es mehr als 4.000 Vögel. Hinzu kamen etwa 2.000 „Reptilien“ und Amphibien, die von allen drei gesammelt wurden. Etwa 500 Fische, zahlreiche Wirbellose, Tausende Pflanzen und einiges an anthropologischem und völkerkundlichem Material wurde ohne nennenswerte Beteiligung Lorings beschafft.
Theodore Roosevelt hatte mit Charles Scribner’s Sons einen lukrativen Vertrag abgeschlossen, der die Veröffentlichung seines Reiseberichts noch während der Reise in monatlichen Folgen im Scribner’s Magazine vorsah. Seine African Game Trails sollten zudem nach der Reise im selben Verlag in Buchform erscheinen. Lorings Bitte um die Erlaubnis, während der Expedition schreiben zu dürfen, irritierte Roosevelt. Er machte deutlich, dass aus dem Kreis der Expeditionsteilnehmer nichts vor dem Erscheinen seines eigenen Buchs veröffentlicht werden dürfe. Bereits im August 1910, wenige Monate nach der Rückkehr in die Vereinigten Staaten, begann Loring damit, unter dem Titel Through Africa with Roosevelt öffentliche Vorträge über seine Erlebnisse während der Smithsonian-Roosevelt African Expedition zu halten. Dabei trat Loring wie Roosevelt selbst energisch den Vorwürfen entgegen, die Expedition sei ein „Blutbad“ zum Vergnügen der Großwildjäger gewesen. Sie sei vielmehr von der Smithsonian Institution nach wissenschaftlichen Maßstäben, zur Förderung der Wissenschaft und zur Beschaffung von Exemplaren für Museen durchgeführt worden. Lorings Buch African Adventure Stories, dessen Vorwort von Theodore Roosevelt verfasst wurde, erschien 1914.

## Weitere Tätigkeiten
1916 reiste Loring im Auftrag mehrerer zoologischer Gärten der USA, des Bronx Zoo, des Philadelphia Zoo und des Smithsonian National Zoological Park, zur Beschaffung von Tieren nach Südafrika. Dort gelang der Fang von Tieren nicht in dem erhofften Umfang, doch Loring konnte bei dem gut besetzten Zoo von Pretoria eine Anzahl von Tieren erwerben. Daher wurde die Reise ein Erfolg, mit 28 Säugetieren aus 13 Arten, 60 Vögeln aus 25 Arten und 55 Schlangen und Schildkröten in acht Arten. Den Sommer 1920 verbrachte Loring im Auftrag des Bureau of Biological Survey in den großen Brutgebieten der Gänsevögel Kanadas.
Loring war Mitglied der American Ornithologists’ Union und der Biological Society of Washington.

## Auszeichnungen
In Anerkennung seiner Tätigkeit als Sammler für die zoologische Wissenschaft wurden mehrere neu beschriebene Taxa nach Loring benannt. Dabei handelte es sich überwiegend um Unterarten, die heute nicht mehr anerkannt sind. Thallomys loringi (Edmund Heller, 1909) war die erste neu entdeckte Art der Smithsonian-Roosevelt African Expedition und wurde bereits im September 1909 beschrieben. Loring hatte wenige Wochen nach dem Beginn der Expedition den Holotyp gefangen und Hellers Erstbeschreibung erschien 144 Tage später.

## Veröffentlichungen
- J. Alden Loring: Young folks' nature field book. Dana Estes & Co., Boston, MA 1906 (Digitalisat).
- J. Alden Loring: African Adventure Stories. With a foreword by Theodore Roosevelt. Charles Scribner’s Sons, New York 1914 (Digitalisat).